# سبايك ولز
سبايك ولز (بالإنجليزية: Spike Wells)‏ هو عازف جاز بريطاني، ولد في 16 يناير 1946 في رويال تونبريدج ولز ‏ في المملكة المتحدة.

## وصلات خارجية
- سبايك ولز على موقع ميوزك برينز (الإنجليزية)
- سبايك ولز على موقع ديسكوغز (الإنجليزية)